# James Dunn
James Dunn (New York, 1901. november 2. – Santa Monica, 1967. szeptember 1.) Oscar-díjas amerikai színész.

## Fiatalkora
1901. november 2-án született Manhattanben. A New York-i New Rochelle-ben nőtt fel, és oda is járt iskolába. Gyakran kerülte az iskolát, hogy a Felső Bronx-i filmstúdiók körül csavarogjon. Az iskola elvégzése után Dunn kipróbálta magát, mint értékesítő. Három évig dolgozott apja brókercégében. De igazi szerelme a színház volt. 1927-ben otthagyta apja cégét, hogy egy kis színházi társulathoz csatlakozzon. Statiszta szerepeket vállalt rövid filmekben a Paramount Pictures Long Island-i stúdióiban. Ez után kisebb társulatokhoz csatlakozott, akikkel körbejárták az országot. Kellemes és élénk személyisége miatt közkedvelté vált a közönség szemében. Miután visszatért New York-ba, 1929-ben szerepet kapott a Sweet Adeline című Broadway musicalben, ahol Helen Morgan lett a partnere.

## Pályafutása
Dunn Broadway alakításai felkeltették számos stúdió, köztük a Metro-Goldwyn-Mayer és a Fox Film Corporation figyelmét is. 1931-ben a Rossz Lány című film próbafelvételén a rendező Frank Borzage maga kérte fel őt a film főszerepére. Dunn pár nappal később leszerződött a Fox-szal és Hollywood-ba költözött. A film nagy siker lett, Dunn és partnernője Sally Eilers egyik napról a másikra híressé vált. Ezek után még számos filmekeben játszottak együtt töretlen sikerrel, 1932 év végére egyike volt a 10 legkeresettebb hollywood-i színész közül. 1934-ben 7 filmben is feltűnt. Ekkor találkoztott az akkor még 6 éves Shirley Temple-el. Mivel nagyon jól működtek együtt a kamerák előtt három filmben is készítettek velül (Kacagó szemek, Babszem kisasszony, Nevess, örülj, szeress). Temple professzionizmusával egyre nagyobb sztárrá vált, melynek hatására Dunn a háttérbe szorult.
1935-ig több mint 20 filmben játszott a Fox-nál. Ekkor a Fox egybe olvadt a Twentieth Century-vel és kivásárolták Dunn szerződését. Pályafutása hamar hanyatlani kezdett, mivel kénytelen volt szabadúszóként dolgozni. Ezzel egy időben Dunn alkoholfüggővé vált, aminek köszönhetően kiszámíthatatlan és felelőtlen előadói hírnévre tett szert, tovább rontva ezzel foglalkoztatási kilátásait. Egyik pillanatról a másikra B kategóriás színész lett belőle. Ennek ellenére voltak munkái színpadon, rádióban, vagy alacsony költségvetsű filmekben.
1945-ben Dunn kapott egy második esélyt a filmvilágtól, amikor egy fiatal rendező, Elia Kazan őt választotta Johnny Nolan szerepére az Egy fa nő Brooklynban című filmbe. A kedves, ám alkohol problémákkal küzdő apa hiteles ábrázolásáért megkapta a legjobb férfi mellékszereplőnek járó Oscar-díját. A díj azonban nem tudta újjáéleszteni filmes karrierjét, és ezt követően kevés jelentős filmet készített. Az egyik figyelemre méltó kivétel az 1947-es Killer McCoy volt, Mickey Rooney főszereplésével, amelyben ismét egy munkakerülő, de rokonszenves alkoholista apa szerepét játszotta. A televízió megjelenésével új lehetőségek nyíltak meg Dunn előtt, hiszen az '50 -es és '60 -as években rengeteg szerepet tudhatott magáénak. Több tucat népszerű televíziós sorozat epizódjában vendégszerepelt, köztük a Bonanza, Rawhide, Route 66, Ben Casey és The Virginian. Állandó szerepet kapott egy népszerű sitcomban, az It's a Great Life című sorozatban, amely 78 epizódot sugárzott 1954 és 1956 között. Ezek után is folytatta televíziós karrierjét egészen a halála napjáig.

## Magánélete
Dunn háromszor nősült. Első házassága 1922-ben ért véget. Második felesége Frances Gifford szinésznő, akivel számos filmben játszottak együtt házasságuk alatt. 1942-ben házasságuk megromlott, mikor Dunn karrierje hanyatlani kezdett és ezért egyre többször nyúlt az alkoholhoz. Végül 1943-ban elváltak. Harmadik feleségét Edna Rush énekest 1945-ben vette el, aki később túlélte őt. Saját gyereke nem született. Harmadik feleségének fiát adoptálta.

## Halála
Dunn 1967. szeptember 1-én a Santa Monica-i kórházban hunyt el a gyomorműtétjét követő szövődmények miatt 65 éves korában. Temetésén közel 200 ember volt jelen, beleértve színésztársait is. Testét elhamvasztották, hamvait pedig a tengerbe szórták.

## Fordítás
- Ez a szócikk részben vagy egészben  a   James Dunn (actor) című angol Wikipédia-szócikk fordításán alapul.  Az eredeti cikk szerkesztőit annak laptörténete sorolja fel. Ez a jelzés csupán a megfogalmazás eredetét és a szerzői jogokat jelzi, nem szolgál a cikkben szereplő információk forrásmegjelöléseként.